# Id Ben Daoud
Id Ben Daoud est un village marocain de la commune rurale d'Ida Ou Gougmar, dans la province de Tiznit et la région de Souss-Massa-Drâa, au sud du Maroc.

## Géographie
Le village d'Id Ben Daoud a pour coordonnées géographiques : 29° 29′ 32″ N, 9° 50′ 05″ O. Le village est isolé et n'est relié par aucune route.

## Population et société
Dans le cadre du Programme d'électrification rurale global (PERG) de l'Office national d'électricité, il a été électrifié en 2006.
Le village ne dispose d'aucun dispensaire de santé.